# Linnaemya bequaerti
Linnaemya bequaerti är en tvåvingeart som beskrevs av Charles Howard Curran 1934. Linnaemya bequaerti ingår i släktet Linnaemya och familjen parasitflugor. Inga underarter finns listade i Catalogue of Life.